# بلوط الأفراس
السنديان الأفْرَز أو العِذر أو بلوط الأفراس نوع نباتي شجري من جنس السنديان من الفصيلة البلوطية.

## الموئل والانتشار
ينتشر هذا النوع في المغرب العربي حيث ينتشر في غابات الأطلس التلي في شمال تونس وشمال شرق الجزائر.

## الوصف النباتي
الشجرة نفضية.